# Galleria De Cristoforis
La Galleria De Cristoforis era una galleria commerciale di Milano che collegava l'odierno corso Vittorio Emanuele II (allora Corsia dei Servi) con via Monte Napoleone e attraversava il soprastante palazzo De Cristoforis.
Commissionata dalla famiglia De Cristoforis e progettata dall'architetto Andrea Pizzala (1798-1862), venne costruita nel 1832, precedendo di 35 anni la più moderna Galleria Vittorio Emanuele II, e fu tra le prime architetture in ferro e vetro d'Italia, oltre che il primo passage commerciale italiano. Perdute le sue caratteristiche di "salotto del lusso" e superata dalla più nuova, sfarzosa e centrale Galleria di piazza del Duomo, la Galleria de Cristoforis venne demolita insieme ai palazzi adiacenti negli anni 1932-1935 durante la creazione di piazza San Babila.
Soprannominata dai milanesi nei periodi di massimo splendore la contrada de veder per via della copertura a cuspide in vetro, passò a essere identificata come la galleria vecchia dopo la costruzione della Galleria Vittorio Emanuele II.

## Storia

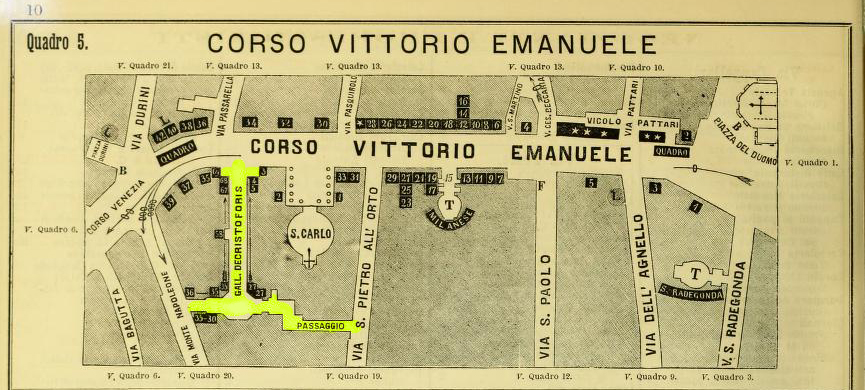
La galleria evidenziata in una mappa del 1881

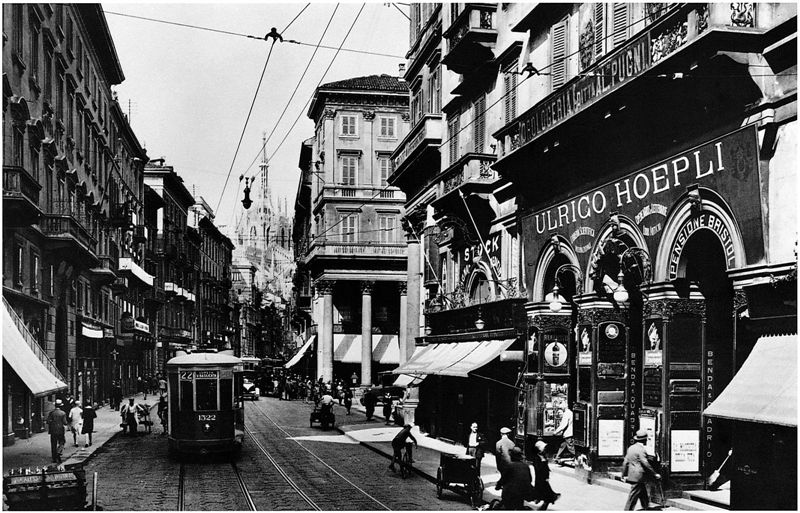
La galleria nel 1929 circa vista dal corso Vittorio Emanuele

La prima pietra della Galleria De Cristoforis, voluta e finanziata dai fratelli milanesi Giambattista, Luigi e Vitaliano De Cristoforis, per dare a Milano "un luogo coperto che servir dovesse di pubblico ridotto nei tempi piovosi e generalmente nelle lunghe sere d'inverno", fu posta il 17 settembre 1831. Fu edificata sull'area delle vecchie case dei Mozzanica, che furono poi degli Sfondrati e poi dei Serbelloni e venne inaugurata il 29 settembre 1832, giorno di San Michele, segnando una svolta epocale nella storia dell'architettura italiana: infatti fu il primo grande passage o bazar mai realizzato nel territorio dell'attuale Italia.
Il tracciato era a forma di T: la galleria era composta da un braccio maggiore con ingresso principale dalla Corsia dei Servi (oggi corso Vittorio Emanuele II) che intersecava un braccio trasversale aggettante a destra su via Monte Napoleone e a sinistra su via Galleria de Cristoforis, un angusto passaggio oggi non più esistente che subito dietro l'abside della chiesa di San Carlo al Corso si apriva sulla via San Pietro all'Orto.
Questa struttura innovativa per la città riscosse fra la popolazione grande successo: infatti ben presto nei locali lungo il braccio principale furono aperti importanti negozi e caffè, fra i quali il Caffè Gnocchi. Nel fabbricato interno unito alla Galleria comprendeva circa trenta appartamenti oltre al lussuoso Albergo Elvetico della Galleria, inaugurato nel 1833 e di proprietà dell'albergatore Giacomo Coatz, già noto all'epoca per essere il proprietario dell'albergo De la Ville. Sempre lungo la Galleria de Cristoforis furono aperti dapprima il Gabinetto o Teatro Pittorico Meccanico, quasi un precursore del cinema, poi il cinema Sala Volta. 
Nel 1870 la Galleria vide l'apertura della libreria dello svizzero Ulrico Hoepli, rimasta una icona del passage fino al 1935 e visibile in ogni documento fotografico d'epoca con l'insegna sul Corso Vittorio Emanuele II.

## Architettura
La galleria era lunga 110,67 metri e larga 4,16, venne costruita in un anno con il lavoro di più di quattrocento operai ed ebbe un costo di più di un milione di lire dell'epoca. Al suo interno si aprivano settanta arcate in cui trovavano collocazione settanta «botteghe di mercanti di moda e di altri generi di lusso» in uno spazio «di comodo ed allettevole passeggio al coperto d'ogni intemperie». Dal 1º ottobre 1832 l'interno venne illuminato nelle ore serali da apposite lampade a gas, prima applicazione sul territorio italico di illuminazione a gas in un luogo pubblico. Il sistema a gas era di nuovissima concezione, frutto dell'invenzione dell'ingegnere meccanico Brey che aveva ottenuto dall'Imperial Regio Governo della Lombardia il privilegio di sperimentarlo a Milano, oltre che nella Galleria, anche in molte botteghe fra cui il negozio di vini del Rini e la Pasticceria Cova.
L'ingresso principale vedeva tre porte di accesso inserite nella fronte che appariva come una ricca casa di tre piani: le tre porte si aprivano su un vestibolo rettangolare ornato di statue dello veronese Alessandro Puttinati (1801-1872) raffiguranti i principali navigatori italiani Marco Polo, Cristoforo Colombo, Amerigo Vespucci e Flavio Gioia.
Sempre nel vestibolo, nel fregio del cornicione e a ricordo dei fondatori si trovava la seguente iscrizione:
QUESTA GALLERIA VETRIATA I DE-CRISTOFORIS
COL DISEGNO DI PIZZALA A. ERESSERO NEL 1832»
In un secondo momento l'iscrizione fu sostituita da una di più immediata lettura: "Galleria De Cristoforis"

### Le demolizioni e la nuova galleria

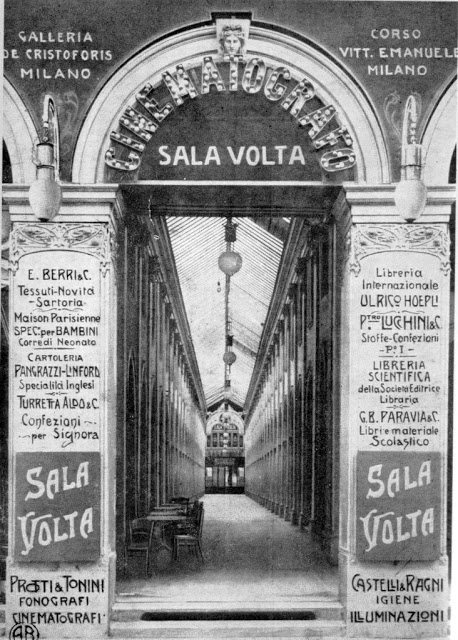
L'ingresso della Galleria de Cristoforis

Con il Piano Regolatore Generale del 1931 si decise l'inesorabile demolizione di tutto l'isolato della Galleria de Cristoforis, esclusa la chiesa di San Carlo. Nei fatti il centenario passaggio coperto non fu demolito subito: nel 1932 viene troncato il braccio di via Monte Napoleone e solo nel novembre 1935, dopo l'acquisto da parte della Società Assicurazioni Torino, la galleria verrà completamente distrutta e al suo posto costruito l'imponente Palazzo del Toro. Comunque, il comune di Milano decise di dedicare alla famiglia de Cristoforis, che aveva costruito a sue spese la prima galleria, un nuovo passaggio, fra Corso Vittorio Emanuele II e via San Pietro all'Orto, in qualche senso speculare all'antico.